# Töcksmarks socken
Töcksmarks socken i Värmland ingick i Nordmarks härad, ingår sedan 1974 i Årjängs kommun och motsvarar från 2016 Töcksmarks distrikt.
Socknens areal är 133,37 kvadratkilometer varav 119,8 land. År 2000 fanns här 1 511 invånare. Tätorten Töcksfors med sockenkyrkan Töcksmarks kyrka ligger i socknen.   

## Administrativ historik
Socknen har medeltida ursprung. 
Vid kommunreformen 1862 övergick socknens ansvar för de kyrkliga frågorna till Töcksmarks församling och för de borgerliga frågorna bildades Töcksmarks landskommun. Landskommunen utökades 1952 och uppgick 1974 i Årjängs kommun.
1 januari 2016 inrättades distriktet Töcksmark, med samma omfattning som församlingen hade 1999/2000.  
Socknen har tillhört län, fögderier, tingslag och domsagor enligt vad som beskrivs i artikeln Nordmarks härad. De indelta soldaterna tillhörde Värmlands regemente, Nordmarks kompani.

## Geografi
Töcksmarks socken nordväst om Årjäng vid gränsen mot Norge och sydost om Oslo kring Upperudsälven och dess sjöar Töck, Övre Hurr och Nedre Hurr. Socknen har odlingsbygd i ådalarna och är i övrigt en kuperad sjörik skogsbygd med höjder som når över 200 meter över havet.
E18 passerar genom socknen.

## Historia
Från stenåldern är boplatser funna. Från bronsåldern finns gravrösen och stensättningar.
Området har varit bebott under mycket längre tid än så. Det visar de många fornfynden som har gjorts. Bland annat på ön Hästholmen i sjön Foxen/Stora Le där en boplats har upptäckts. Man har påträffat, förutom avslag och föremål av flinta, bland annat dekorerad keramik och brända djurben från bäver, älg och fisk. Benen från älg har kunnat dateras till omkring 3500-3000 f Kr. Den påträffade keramiken visar sig komma från minst nio olika kärl från den så kallade Trattbägarkulturen. Fynd av sådan keramik är ovanlig i Värmland och är bara känd från ytterligare en plats i länet, nämligen från Bryngelsbyn i Töcksmark.
På flera öar i den norra delen av Stora Le har även hällmålningar från stenåldern upptäckts. Alla är förlagda på tämligen svårtillgängliga platser på branta bergstup invid sjöar. Samtliga målningar är målade med en rödockrafärg som framställdes genom att man blandade bränd rödockra (hematit) med ett bindemedel i form av fett, blod, ägg, eller saliv. Det vanligaste hällmålningsmotivet är djurfigurer. Bland dem är älgar vanligast, men det förekommer även renar, hjortar, samt även björnar och ormar. Men även människomotiv förekommer, skriver Värmlands museum på sin hemsida.
2006 genomförde Riksantikvarieämbetet en större utgrävning av en bronsåldersgrav vid Ärtetjärn. Så här skriver man i sin rapport: "Fornlämningen bestod av en rektangulär samt två mindre kvadratiska jordfyllda stensättningar. Gravmiljön låg på krönet av en bergsavsats från vilken man har en vidsträckt utsikt över det av kuperade skogsbygder och långsmala sjöar så präglade landskapet. Begravningen i det största gravmonumentet är genom C14-metoden på brända ben daterad till yngre bronsålder, 760–370 före Kristus. Monumentet innehöll i botten ett benlager som låg över en ﬂat häll. Inför begravningen hade marken kring gravgömman preparerats med kraftigt rödfärgad jord. Den röda jorden är naturligt färgad men har inte bildats på platsen. Istället har den hämtats till platsen för att användas i en begravningsritual. Att lägga ockra i gravar förekommer i de nordiska sammanhangen framförallt under stenålder och gravsedvänjan är som ovan nämnts, inte tidigare belagd i den yngre bronsålderns gravar."
Under medeltiden börjar de första kyrkorna i trakten att byggas. Det bevisar bland annat dopfunten i Töcksmarks kyrka som härstammar från 1200-talet. Bygden var dock mycket fattig och krig och fejder mellan Sverige och Norge (under danskt styre) ledde under 1500- och 1600-talen till att gränsbyarna på svensk sida flera gånger brändes ned. Det skedde bland annat i samband med den så kallade Gyldenløvefejden 1675-1679. Den fick sitt namn av Ulrik Frederik Gyldenløve som var ståthållare i Norge 1664-99. Han ledde framgångsrikt de norska trupperna som intog Bohuslän under det skånska kriget 1675-79 och man gick alltså även in och skövlade och brände hus och gårdar i Värmland. Det skedde längs stora delar av gränsområdet.
En omständighet, som gav socknen en särställning, var att här sedan gammalt framgick en av landskapets huvudvägar över riksgränsen. Betydelsen blev särskilt framträdande under Karl XII:s tid, som avsatt många spår i bygden. Karl XII:s klev, en trång passage vid Foxens norra strand, och Batteriåsen vid Töcksmarks kyrka är benämningar, som ännu minner om den tiden. Av de tre huvudvägarna för anfallet mot Norge 1716-18 gick den mellersta över Holmedals socken och Töcksmark. För truppernas försörjning anlades det en depå vid Hajom på Holmedalssidan och ett magasin byggdes i Töcksfors på hösten 1718. Även 1905 i samband med unionsupplösningen med Norge var det oroligt längs gränsen liksom under andra världskriget då försvarsanläggningar byggdes. Under det senaste kriget hjälpte lokalbefolkningen många norrmän att fly över gränsen. Kurirverksamheten var också omfattande.

### Dramatiken under andra världskriget
Eftersom Töcksfors är beläget bara drygt fem kilometer från norska gränsen längs dåvarande Riksnian förlades ett stort antal soldater i området för att försvara Sverige mot ett eventuellt tyskt angrepp. Stridsvagnshinder byggdes liksom mängder av underjordiska fort och befästningar. Läget var spänt, men lyckligtvis behövde aldrig någon soldat ta till vapen. Några dagar efter att Tyskland ockuperat Norge i april 1940 valde den norske generalen Carl Johan Erichsen som var ansvarig för försvaret av Östfold att kapitulera och gå över gränsen till Töcksfors där hans armé bestående av 5 000 soldater avväpnades.
Många norrmän flydde även över gränsen längs de olika flyktingrutterna som i stor utsträckning startade i Oslo och gick genom skogar och över sjöar. Många gränsbor, både norrmän och svenskar riskerade sina liv för att rädda både judar och motståndsmän som behövde ta sig över till Sverige när de ställde upp som gränslotsar. En av de livligast trafikerade rutterna slutade hos Rut och Paul Edvinsson på Römungsnäset strax innanför gränsen i Östervallskog nordväst om Töcksfors. En hel del kurirer vandrade även över gränsen, bland annat med budskap till och från den norska legationen i Oslo.

## Namnet
Namnet skrevs på 1344 Þygs mork' och tolkas som 'gränsskogen (mark) kring sjön Töck'. Sjönamnet innehåller þykkr 'tjock', vilket möjligen syftar på en tät växtlighet runt sjön.
Namnet skrevs före 23 oktober 1914 Tyksmarks socken.

## Befolkningsutveckling
| Befolkningsutvecklingen i Töcksmarks socken 1750–1990                                                    | Befolkningsutvecklingen i Töcksmarks socken 1750–1990 | Befolkningsutvecklingen i Töcksmarks socken 1750–1990 | Befolkningsutvecklingen i Töcksmarks socken 1750–1990 | Befolkningsutvecklingen i Töcksmarks socken 1750–1990 |
| --- | ----------------------------------------------------- | ----------------------------------------------------- | ----------------------------------------------------- | ----------------------------------------------------- |
| |                                                       |                                                       |                                                       |                                                       |
| År |                                                       |                                                       | Folkmängd                                             |                                                       |
| 1750 | 1750                                                  |                                                       | 592                                                   |                                                       |
| 1760 | 1760                                                  |                                                       | 749                                                   |                                                       |
| 1769 | 1769                                                  |                                                       | 838                                                   |                                                       |
| 1780 | 1780                                                  |                                                       | 789                                                   |                                                       |
| 1790 | 1790                                                  |                                                       | 889                                                   |                                                       |
| 1800 | 1800                                                  |                                                       | 984                                                   |                                                       |
| 1810 | 1810                                                  |                                                       | 918                                                   |                                                       |
| 1820 | 1820                                                  |                                                       | 1 010                                                 |                                                       |
| 1830 | 1830                                                  |                                                       | 1 314                                                 |                                                       |
| 1840 | 1840                                                  |                                                       | 1 520                                                 |                                                       |
| 1850 | 1850                                                  |                                                       | 1 719                                                 |                                                       |
| 1860 | 1860                                                  |                                                       | 1 929                                                 |                                                       |
| 1870 | 1870                                                  |                                                       | 1 937                                                 |                                                       |
| 1880 | 1880                                                  |                                                       | 1 833                                                 |                                                       |
| 1890 | 1890                                                  |                                                       | 1 751                                                 |                                                       |
| 1900 | 1900                                                  |                                                       | 1 782                                                 |                                                       |
| 1910 | 1910                                                  |                                                       | 1 703                                                 |                                                       |
| 1920 | 1920                                                  |                                                       | 1 552                                                 |                                                       |
| 1930 | 1930                                                  |                                                       | 1 492                                                 |                                                       |
| 1940 | 1940                                                  |                                                       | 1 541                                                 |                                                       |
| 1950 | 1950                                                  |                                                       | 1 462                                                 |                                                       |
| 1960 | 1960                                                  |                                                       | 1 344                                                 |                                                       |
| 1970 | 1970                                                  |                                                       | 1 351                                                 |                                                       |
| 1980 | 1980                                                  |                                                       | 1 406                                                 |                                                       |
| 1990 | 1990                                                  |                                                       | 1 632                                                 |                                                       |
| Anm: Källor: Umeå universitet - Tabellverket 1749-1859, Demografiska databasen, CEDAR, Umeå universitet. |                                                       |                                                       |                                                       |                                                       |